# Karolína Kamberská
Karolina Ponocná Kamberská, dříve Karolína Kamberská, rozená Steinhauserová (* 1972 Děčín) je česká písničkářka a autorka kuchařských knih. Vystudovala gymnázium a politologii na Univerzitě Karlově.
Spolu se svou sestrou Lucií Steinhauserovu tvořila folkové duo Sestry Steinovy, kde byla autorkou repertoáru. Poté vystupovala samostatně a vydala dvě sólová alba.
V roce 2009 se rozešly a každá se vydala vlastní cestou. Před hudbou upřednostňuje Karolina nyní vaření. Pracuje jako lifestylová novinářka, blogerka a na TV Prima vysílala od roku 2014 pořad "Karolína, domácí kuchařka". Pod stejným názvem vyšla také čtveřice kuchařských knih.  Ve spolupráci s obezitoložkou Ditou Pichlerovou vydala v roce 2024 knihu "Gurmánkou navždy". 

## Diskografie

### Sestry Steinovy
- Lilie polní, Indies Records, 2001
- Můj tanec, Indies Records, 2004
- Jen děcko se bojí, Indies Records, 2006
- Měsíček svítí, Indies Records, 2008 – dětské album

Sestry Steinovy nazpívaly také jednu píseň na albu Jana Buriana Dívčí válka (2006) a píseň A je nám dobře na album Havěť všelijaká (2005).

### Sólová alba
- Hořkosladce, Indies MG, 2010
- Říkadla a křikadla, Indies Scope, 2011 – dětské album